# Refroidissement du moteur marin
 (septembre 2018).
Si vous disposez d'ouvrages ou d'articles de référence ou si vous connaissez des sites web de qualité traitant du thème abordé ici, merci de compléter l'article en donnant les références utiles à sa vérifiabilité et en les liant à la section « Notes et références ».
Le système de refroidissement du moteur marin est composé par trois circuits.
- Le circuit d'eau douce (circuit fermé) ;
- Le circuit d'eau de mer (circuit ouvert) ;
- Le circuit d'huile (circuit fermé), qui en plus de son rôle principal de circuit de lubrification participe également à la réfrigération.

L'eau de mer est à la disposition du navire lorsqu'il est à flot, le circuit est donc ouvert, elle est aspirée dans des coffres placés dans les parties basses de la coque. Elle récupère la chaleur de l'eau douce dans des réfrigérants tubulaires ou à plaques, puis est rejetée à la mer au niveau de la flottaison lège.
Le circuit d'eau douce est composé de tuyauteries d'une pompe et d'un réservoir gravitationnel que l'on appelle « caisse en charge » (« expansion tank » en anglais). Ce réservoir sert à garder une pression potentielle résiduelle dans le circuit, et à laisser s'échapper les éventuelles fuites de gaz chauds que l'on contrôlera par la variation de niveau de cette caisse. L'eau entre par le bas des cylindres pour refroidir graduellement et pour éviter des contraintes thermiques trop importantes. La sortie se fait au point supérieur de chaque cylindre pour éviter la formation de poches d'air. Elle passe ensuite refroidir la culasse. Le refroidissement de la paroi de la culasse, qui est fortement chauffée par la flamme est généralement activé par une tuyère qui injecte l'eau à grande pression. Une partie de l'eau peut être dérivée pour le refroidissement des soupapes, le reste passe à la chemise d'eau du collecteur avant de quitter le moteur vers le réfrigérant.
Le circuit d'eau douce comprend les éléments suivant :
- Le réfrigérant eau douce ;
- La chemise ;
- Le bloc-cylindres ;
- La culasse ;
- Le turbo-chargeur ;
- Le réfrigérant d'huile de lubrification ;
- La pompe de circulation ;
- La caisse en charge.

La chemise, la culasse, les cylindres sont refroidis par l'eau douce, tandis que le piston est refroidi par l'huile. Donc, la chaleur produite pendant la combustion est absorbée de la chemise au travers de l'eau douce de refroidissement, pendant que la chaleur produite par la friction du palier est en partie absorbée par l'huile de lubrification qui revient au carter. L'huile du carter est refroidie dans un réfrigérant d'huile par l'eau douce. Les pressions sont gérées de manière qu'au pire, en cas de fuites, ce soit l'huile (plus haute pression) qui aille vers l'eau douce (pression intermédiaire), et que cette dernière aille vers l'eau de mer (plus basse pression).
Le circuit eau douce comporte des plaques de zinc (anodes sacrificielles) qui le protègent en partie de la corrosion galvanique (voir article Protection cathodique). Elle est particulièrement à craindre avec l'eau de mer mais également avec l'eau douce.
Pour un premier remplissage, l'eau brute doit être impérativement soit de l'eau complètement désalinisée soit de l'eau condensée provenant du bouilleur (appareil qui produit l'eau douce à partir de l'eau de mer) ou de l'unité des chaudières avec des additifs. L'eau condensée étant extrêmement corrosive elle doit être conditionnée par des inhibiteurs de corrosion.